# Schoenus kennyi
Schoenus kennyi är en halvgräsart som först beskrevs av Frederick Manson Bailey, och fick sitt nu gällande namn av Stanley Thatcher Blake. Schoenus kennyi ingår i släktet axagssläktet, och familjen halvgräs. Inga underarter finns listade i Catalogue of Life.